# 唐高
唐高（1929年—1976年1月4日），原名唐立法，江蘇溧陽人，在臺灣新竹縣新竹車站與香山車站間臺鐵縱貫線為救嬰兒而殉身，於事發地新竹市香山區立銅像。

## 生平
唐高本名唐立法，溧陽人，從軍借用弟弟名字。他隨軍隊隻身到臺灣，1975年12月25日派任臺灣警備總司令部新竹分部上士駕駛士，駐紮南寮漁港海防部隊。長官說唐高心地厚良，會將積蓄捐濟清寒人士。
1976年1月4日下午，47歲的唐高與軍人湯成義出差到香山區載運草皮。當天香山鄉婦人林秀琴將嬰兒林鑫政交給鄰居代為照顧，卻被鄰居9歲小孩帶去中華路四段的鐵路彎處。約下午2點20分左右，南下83次對號快車駛來。9歲孩童見狀嚇到，在鐵道中央丟下林鑫政逃去。此時，下午2時，唐高開卡車途經香山村七鄰交流道，見狀立即下車救人。他將林孩拋向鐵道邊的草叢內，自己遭火車重撞擊頭部。湯成義緊急將唐高送至新竹市林外科醫院，依然不治。

## 身後

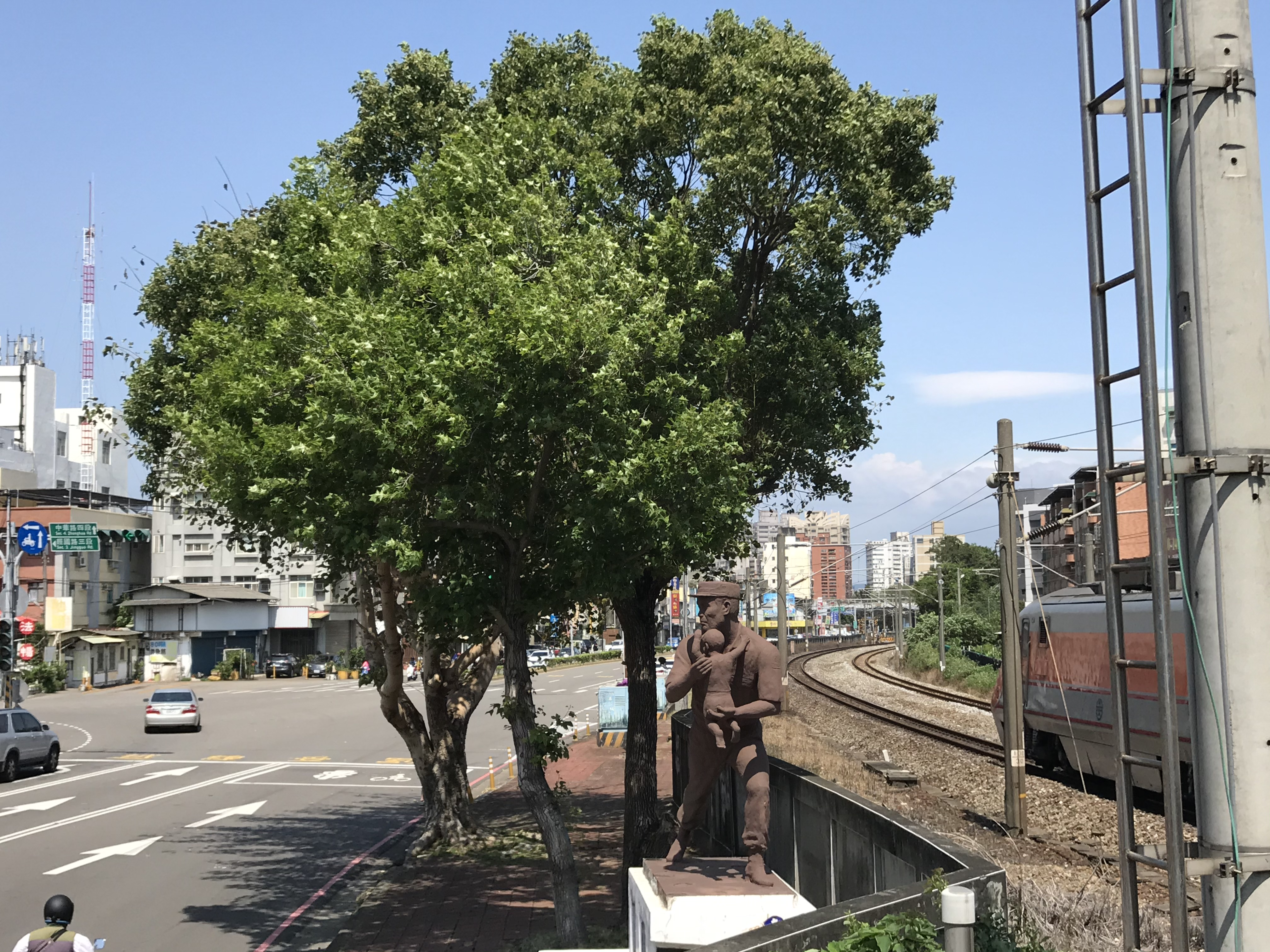
中華路四段與經國路三段交叉口

事後，林鑫政家屬到新竹林外科醫院致哀，一再表示願意負責一切喪、葬費用。但軍方表示救難乃軍人本色，而唐上士因公外出，軍方自會從優撫恤，已予婉謝。
1月8日，新竹市立殯儀館舉行唐高喪禮時，有上千地方人士前往致祭。警備總司令鄭為元題贈的「見義捨生」輓額，新竹縣長林保仁代表新竹縣贈送義行獎狀。林鑫政雙親讓孩子以義子身分答禮，並由父親林黃松宣告要讓幼兒就讀軍校，以報恩情及光復大陸。
唐高骨灰曾暫厝在青草湖忠靈塔。香山鄉公所和鄉民代表會決定募款集資為唐高塑像。1977年9月3日，由蒲浩明創作紀念銅像在事當地經國路與中華路路口鐵道旁豎立。日久，解說牌失蹤，直到林政則上任後才重做。皆因鐵道救人而在臺灣立有銅像的還有高施傳等、同因救人在香山立像的有許榮燦、搭臺鐵乘客亦能見到的義人紀念像還有鄭漢。
林秀琴曾與唐高江蘇老家連絡，並把剪報寄給唐母。林鑫振長大後，也會在1月4日至塑像前為義父獻花。他回憶事發時他才一歲多，完全沒印象，但每年春秋兩祭，父母和他一定會到安奉義父的壹同寺祭拜。後來他就讀於元培醫專時組成愛心社，畢業後從事餐廳工作，育一子一女。
1999年，因唐高銅像被一旁的大樹枝葉遮住，引起香山區議員陳明錦、林耕仁等抗議反映，由議長鄭成光和議員們考察市政走訪此地，要求盡快清除枝葉。
2008年，唐高留在江蘇的母親過世。2009年6月26日舉行解說牌揭牌儀式，當日林鑫政不克前來，由林母到場致哀。2010年，國防部長高華柱要求各軍種清查未入祀的軍人，楊榮華、唐高入祀。